# Кривое зеркало (телепередача)
«Кривое Зеркало» — российская юмористическая телепередача (театр под руководством Евгения Петросяна), выходившая сначала на «Первом канале», а затем на канале «Россия-1». Спектакли театра включают эстрадные миниатюры, музыкальные номера, пародийные дивертисменты программ, куда входят практически все виды разговорного жанра. Программа снималась в концертном зале «Академический» (РАН), Театре Российской армии и в Государственном музыкальном театре национального искусства п/р Владимира Назарова.

## История создания и развития
Программа была создана в 2002 году и выходила на «Первом канале», где вышло 13 выпусков.
По воспоминаниям Алексея Пиманова, программа появилась так: 

Я помню, как Константин Львович [Эрнст], предельно уважаемый мною человек, еще 5-6 лет назад кричал на летучках, что никогда не запущу ни одного юмориста на Первый канал. Беда-то в чём была? Нас в своё время швырнули, сказали: зарабатывайте деньги, как хотите. Вот вам рекламный рынок. Возьмете свой кусок из этого рекламного рынка — будете жить, не возьмете — будете не жить. Ведь не государство стало нам платить деньги, не так, как Би-би-си живет на общественные взносы. <…> Нас бросили на рекламу, как щенков. Вся беда в том, что мы в субботу-воскресенье показывали какие-то фильмы, еще что-то, а против нас три часа, в самый прайм, другие каналы ставили бесконечных юмористов. И нас «закатывали» по рейтингам (извините за сленг) в одни ворота просто. Мы им давали продукцию совершенно другого уровня, совершенно другого качества, с другим посылом: подумайте, посмотрите. И кино сложное. Они там были все. Мы теряли колоссальные деньги, все хуже и хуже чувствовали себя с точки зрения производства, потому что денег было все меньше. Поэтому было принято решение сделать «Кривое Зеркало». Все уже забыли, что «Кривое Зеркало» сделали на «Первом канале», как альтернативу. Тогда это было попыткой сделать телетеатр.

Премьерные выпуски выходили дважды в месяц, с интервалом в две недели по выходным, иногда в случае единичных праздников передача меняла день выхода в эфир.
В феврале 2004 года программа переехала на телеканал «Россия» и стала выходить раз в месяц, по пятницам вечером.
С 2004 по 2007 год, одновременно с новыми выпусками на «России», на «Первом канале» выходили повторы программы в виде нарезок из первых 13 выпусков. Как правило, такие нарезки показывались в дневном или вечернем эфире канала.
В 2005 году в театре «Кривое Зеркало» отмечался юбилей Евгения Петросяна «60 лет в обед», куда были приглашены многие юмористы и другие известные люди. В 2005, 2006 и 2007 году в эфир вышли специальные новогодние выпуски «Итоги года». 5 января 2012 года вышло очередное «Новогоднее „Кривое Зеркало“», где были показаны различные номера прошлых лет вместе с новыми.
К февралю 2013 года в эфир вышло 96 выпусков программы. При этом более поздние выпуски 2012 года часто содержали повторы номеров из более ранних выпусков 2006—2007 годов. А некоторые из них и вовсе не имели оригинального содержания, как, например, выпуск № 86.
С февраля 2013 года по ноябрь 2014  года выходили так называемые «калейдоскопы», в которые входили номера из выпусков 2006—2012 годов. Нумерации они не имеют (выпуски не нумеровались после 96 выпуска). Всего вышло 36 выпусков.
В программе в разное время выступали: братья Пономаренко, Владимир Данилец и Владимир Моисеенко и др. Также дуэтом выступали Николай Бандурин и Михаил Вашуков до 33 выпуска, после чего Николай Бандурин покинул программу (дуэт распался).
Также в «Кривом Зеркале» выступали другие юмористы, не входившие в состав участников (Виктор Коклюшкин, Максим Галкин, Михаил Евдокимов, Елена Воробей, Сергей Дроботенко, Ефим Шифрин и Михаил Задорнов), комик-дуэты («Пластилин», «Худой и толстый», «Фифти-фифти» (в настоящее время известен под названием «Оп-па»)), артисты других театров («Унисон», «Канкан», «Христофор»). Наиболее частыми гостями «Кривого Зеркала» являлся мим-дуэт «Валерий и Глеб».
25 января 2013 года вышел последний выпуск.
С 4 ноября 2014 года на канале «Россия-1» выходит новая юмористическая программа «Петросян-шоу» с актёрами «Кривого Зеркала» в главных ролях.

## Критика
Передача неоднократно подвергалась критике за обилие, по мнению критикующих, низкопробного, грубовато-бытового юмора, неумелое использование гротескных образов, однообразность и обилие пошлого юмора.

## Участники
| №  | Участник              | Выпуски       |
| -- | --------------------- | ------------- |
| 1  | Карен Аванесян        | 4-96          |
| 2  | Ольга Арзамасова      | 51-55         |
| 3  | Обид Асомов           | 15, 16; 49-96 |
| 4  | Николай Бандурин      | 1-33          |
| 5  | Михаил Белов          | 49-96         |
| 6  | Алексей Буховцов      | 49-96         |
| 7  | Михаил Вашуков        | 1-96          |
| 8  | Вячеслав Войнаровский | 1-96          |
| 9  | Владимир Данилец      | 5-36          |
| 10 | Святослав Ещенко      | 1-13          |
| 11 | Константин Мережников | 80, 81; 83-96 |
| 12 | Артём Миллер          | 49-83         |
| 13 | Михаил Мирзабеков     | 80, 81; 87-96 |
| 14 | Владимир Моисеенко    | 5-36, 40      |
| 15 | Александр Морозов     | 8-96          |
| 16 | Новые Русские Бабки   | 1-64          |
| 17 | Евгений Петросян      | 1-96          |
| 18 | Александр Пономаренко | 3-33          |
| 19 | Валерий Пономаренко   | 3-33          |
| 20 | Виктор Разумовский    | 8-96          |
| 21 | Михаил Смирнов        | 1-96          |
| 22 | Елена Степаненко      | 1-96          |
| 23 | Игорь Христенко       | 1-96          |
| 24 | Михаил Церишенко      | 1-96          |

## Заставка
- Первоначальная заставка передачи была в виде смеющихся лиц.
- С 14-го выпуска с переходом на канал «Россия-1» передача поменяла заставку, теперь открывался альбом с карикатурными артистами.
- В титрах показывались лучшие моменты выпуска и сопровождались песней «Кривое, мы зеркало кривое» — аналог песни «Venus», кроме выпусков с 1 по 24.

## Пародии
- Программу пародировали в юмористической передаче «Джентльмен-шоу» под названием «Косое Зеркало». Ведущих Новых русских бабок пародировали Олег Школьник (Матрёна) и Александр Чеканов (Цветочек).